# 团结乡 (岳池县)
团结乡，是中华人民共和国四川省广安市岳池县曾经下辖的一个乡。2019年12月，撤销团结乡，将其所属行政区域划归秦溪镇管辖。

## 行政区划
团结乡撤销前下辖以下地区：
张家堂村、成家岭村、穿石孔村、自长坪村、檬子桥村、朝门村、曹家岩村、柏杨沟村和小岭村。